# Quintiliano Saldaña
Quintiliano Saldaña y García-Rubio (Saldaña, Palencia, 13 de abril de 1878 - Madrid, 1938) fue un jurista, criminólogo y sociólogo español. 

## Biografía

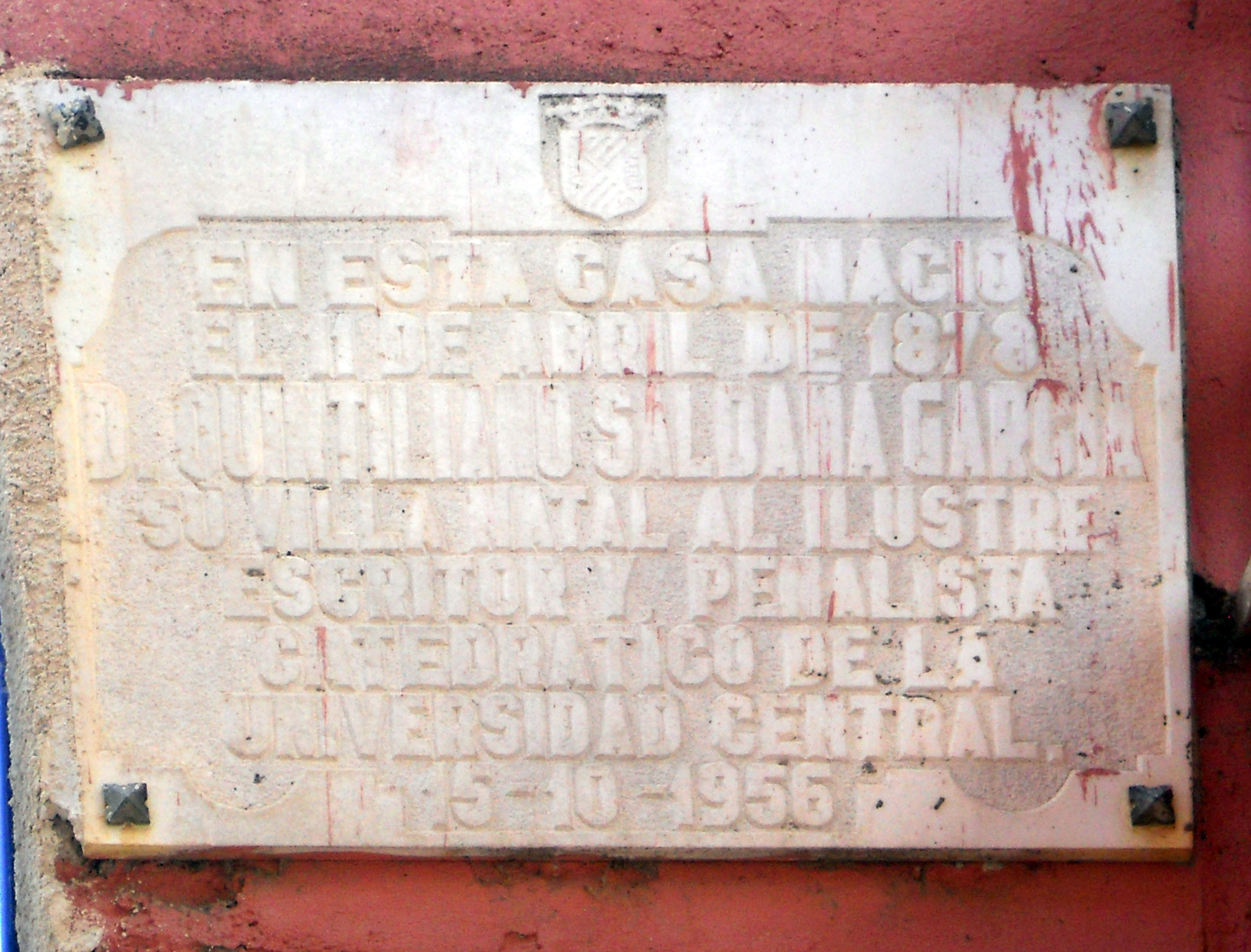
Placa en la casa natal de Quintiliano Saldaña en Saldaña

Nació en el seno familia dedicada a las labores agrícolas. Durante cinco años cursó el Bachillerato en el Instituto de Enseñanzas Medias de León. Terminado éste, en 1892, estudió por libre la carrera de Derecho en la Universidad de Oviedo, suspendiendo la asignatura de Derecho Romano, lo que le obligó a cambiar de Universidad y matricularse, en 1893, en la Universidad de Valladolid, donde, por fin, obtuvo la Licenciatura en Derecho.
Posteriormente, se doctoró por la Universidad Central de España, que estaba situada en Madrid, desde donde realizó la mayor parte de su obra científico-criminológica, que abarca, en la práctica, todos los campos del saber criminológico.
Saldaña intentó aplicar la filosofía pragmática a la Criminología, intentando dar una explicación físico-sociológica y físico-psicológica del delito.
En 1911, Saldaña obtuvo la Cátedra de Estudios Superiores de Derecho Penal y Antropología Criminal en la ya referida Universidad Central de España, en Madrid. Dos años más tarde, en 1913, se le nombró Profesor Titular del Instituto Español Criminológico, que fue fundado, en 1898, por el insigne Giner de los Ríos. En 1918, Saldaña fue nombrado Profesor Titular de la Escuela de Criminología, de la que posteriormente sería nombrado Director.
Es en este año fundó, junto con Jaime Masaveu, el Museo-Laboratorio de Criminología de la Facultad de Ciencias Jurídicas y Sociales de la Universidad Central, siendo su Director y dirigiendo, también, las publicaciones "Anales del Laboratorio de Criminología" (en 1935, su segunda época de publicación; pues la primera fue durante 1898) y "Trabajos del Laboratorio de Criminología" (también en 1935).
En 1934, Saldaña fundó, junto a otros juristas, la Asociación Internacional de Derecho Penal, que tendría su sede en París. Para Saldaña, la Escuela correccionalista era penal; la positivista, criminológica. Aquella veía el delito a posteriori (buscando corregir al delincuente real); ésta, de preferencia a priori, para prevenirse del delincuente posible.
Murió de inanición en Madrid el 12 de octubre de 1938, encontrándose refugiado en una embajada desde el golpe de Estado, ya que se encontraba amenazado de muerte por sus simpatías conservadoras y ante la imposibilidad de obtener, pese a su edad, un salvoconducto, por parte de las autoridades republicanas, para viajar a la zona franquista.

## Obras
De entre sus más de 160 publicaciones, entre libros, artículos y trabajos, descuellan, por su indudable interés criminológico, las que siguen:
- "Los orígenes de la Criminología" (Madrid, 1914).
- "La Antropología Criminal"
- "La Antropología Penitenciaria"
- "La Nueva Antropología Criminal"
- "Biotipología Criminal"
- "La Criminologie Nouvelle" (Les Presses Universitaires de France, París 1929. Traducción al español de Jaime Masaveu, Aguilar, Madrid 1936)
- "La Capacidad Criminal de las Personas Sociales"
- "Siete Ensayos sobre Sociología Sexual" (Mundo latino, Madrid, 1930)
- "La Nueva Penología"
- "La Sexología"

Además de las anteriores, en 1930 escribió "Al Servicio de la Justicia; la Orgía Áurea de la Dictadura" (303 págs. Madrid: Morata).
Destacan, además, innumerables biografías de grandes personajes de las Ciencias Jurídicas y Sociales, tanto de España, como del resto del Mundo, entre las que se pueden citar las de:
Pedro Dorado Montero, Concepción Arenal, Jeremy Bentham, Enrico Ferri, Cesare Beccaria y Rafael Salillas.